# زي روبرتو (لاعب كرة قدم)
زي روبرتو (بالبرتغالية: José Roberto Lucini‏) هو لاعب كرة قدم برازيلي في مركز الدفاع، ولد في 31 مايو 1981 في Francisco Beltrão ‏ في البرازيل. لعب مع بوغون شتشين ونادي بارانا ونادي فيتوريا ونادي كورينثيانز ونادي موجي ميريم ونادي مونزا.